# Janet Akyüz Mattei
Janet Akyüz Mattei (Bodrum, 2 gennaio 1943 – Boston, 22 marzo 2004) è stata un'astronoma turca naturalizzata statunitense, direttrice dell'American Association of Variable Star Observers (AAVSO) dal 1973 al 2004.
Mattei è nata a Bodrum, in Turchia, da Bella e Baruk Akyüz, in una famiglia ebrea e ricevette la sua educazione presso l'American Collegiate Institute a Smirne. Si è trasferita negli Stati Uniti per gli studi universitari, e ha frequentato la Brandeis University presso Waltham nel Massachusetts. In seguito le è stata offerta da Dorrit Hoffleit un posto presso l'Osservatorio Maria Mitchell a Nantucket nel Massachusetts.
Ha lavorato presso l'osservatorio McCormick a Charlottesville, in Virginia dal 1970 al 1972 e ha ricevuto la sua laurea in Astronomia dalla Università della Virginia nel 1972 e il suo Ph.D. in Astronomia dalla Ege University a Smirne in Turchia nel 1982.
Come direttrice dell'AAVSO per più di 30 anni, Mattei ha raccolto le osservazioni di stelle variabili effettuate da astronomi amatoriali da tutto il mondo.  Ha coordinato molti programmi osservativi importanti tra astronomi professionisti e amatoriali. Si interessò anche di istruzione e progetti scientifici per studenti. Sotto la sua guida il database dell'associazione è stato reso disponibile agli insegnanti e aiutò gli astronomi non professionisti ad accedere al Telescopio Spaziale Hubble.
Mattei è morta di leucemia a Boston nel marzo 2004.

## Riconoscimenti
A Mattei sono stati assegnati numerosi premi tra i quali:
- nel 1987 la Centennial Medal of the Société Astronomique de France

- nel 1993 il George Van Biesbroeck Prize dell'American Astronomical Society

- nel 1993 il premio Leslie Peltier dell'Astronomical League

- nel 1995 il premio Giovanni Battista Lacchini dell'Unione Astrofili Italiani per la collaborazione con gli astronomi amatoriali

- nel 1995 la Medaglia Jackson-Gwilt della Royal Astronomical Society.

L'asteroide 11695 Mattei è così chiamato in suo onore.